# 上田市立第五中学校
上田市立第五中学校（うえだしりつだいごちゅうがっこう）は長野県上田市に所在する公立中学校。

## 概要
上田市立第四中学校と同様、近村合併により上田市立となった小学校の併設中学校を統合して開校した学校で上田市立神科小学校・上田市立豊殿小学校を学区としているが開校から現在地に移転するまでは両小学校の併設中学校をそのまま分校として活用していた。

## 沿革
- 1961年 - 上田市立神科小学校・同豊殿小学校の併設中学校の統合により開校するが校舎建設前だったため神科・豊殿2分校制での開校だった。
- 1963年 - 現在地に校舎が完成し移転。これにより正式に開校。（これにより2分校廃止）現在に至る。